# Tell Me What Rockers to Swallow
Tell Me What Rockers to Swallow – muzyczne DVD wydane 19 października przez zespół Yeah Yeah Yeahs. DVD zawiera głównie występ grupy w The Fillmore w San Francisco 17 marca 2004 wraz z utworami bonusowymi nagranymi dzień przed występem. Reżyserem i producentem jest Lance Bangs. DVD zawiera również dokumentację zza kulis nagraną podczas trasy zespołu w Japonii, wywiady z członkami grupy oraz wszystkie teledyski wydane do czasu wydania DVD, łącznie z wykonaniem utworu "Maps" na MTV Movie Awards.

## Lista utworów
1. "Y Control"
2. "Black Tongue"
3. "Rockers to Swallow"
4. "Down Boy"
5. "Cold Light"
6. "Machine"
7. "Modern Things"
8. "Cheated Hearts"
9. "Mystery Girl"
10. "Maps"
11. "Date with the Night"
12. "Miles Away"
13. "Poor Song"
14. "Our Time"
15. "Art Star"
16. "Modern Romance"

### Utwory bonusowe
1. "10x10"
2. "Rich"
3. "Black Tongue"
4. "Sealings"
5. "Miles Away"
6. "Tick"